# Gama Goat
Le Gama Goat était un véhicule à six roues motrices semi-amphibie développé par l'armée américaine lors des guerres en Asie du Sud-Est. Il est connu pour son armature articulée, qui lui permet d'évoluer dans des terrains difficiles d'accès.
Le nom provient de deux sources, "Gama", du nom de l'inventeur de l'armature articulée, Roger Gamount, et "Goat" (chèvre en anglais) pour ses capacités de déplacement en montagne. Son code militaire était M561, 6x6 tactical 1.5 ton truck. La version ambulance était dénommée M792. 
Le Gama Goat mesure 5,76 m, pèse 3 300 kg et peut emporter 1 300 kg de charge utile. Il possède un moteur deux-temps à trois cylindres Detroit Diesel #3-53, d'une cylindrée de 2 610 cm3 et produisant 77 kW à 2 800 tours par minute. Il peut se déplacer à 89 km/h sur surface plane. Il a été conçu pour être aéroportable et parachutable.
Bien que considéré comme amphibie, ses capacités aquatiques sont limitées à des cours d'eau à faible courant. La propulsion dans l'eau est assurée par les 6 roues. Certains modèles ont reçu des équipements supplémentaires tels qu'un treuil lourd ou un radar, les rendant ainsi non amphibies.
L'idée de créer un tel véhicule a pour point de départ les critiques de l'armée française qui disposait en Indochine de véhicules américains non adaptés à la topographie particulière de la région. En 1959, l'Advanced Research Projects Agency (ARPA) créa un projet de recherche appelé le projet Agile afin de développer un nouveau véhicule pour les guerres en Asie du Sud-Est. 
Plusieurs sociétés étaient en course : Clark Equipment, General Motors et LeTourneau. Finalement, la tâche fut confiée à Ling-Temco-Vought Aerospace (créateur du A-7 Corsair) qui le fit construire par la Consolidated Diesel Electric Company (CONDEC) dans leur usine de Charlotte (Caroline du Nord). 
En tout, quelque 15 274 Gama Goats ont été construits pour un coût de 8 000 $ chacun, ce qui était assez onéreux pour l'époque. Cependant, il ne se révéla pas être le véhicule efficace et polyvalent tant espéré. Sa production cessa dès que le contrat de construction prit fin. Une poignée de Gama Goats se trouve actuellement en France.
Ce véhicule fut remplacé par le Humvee.

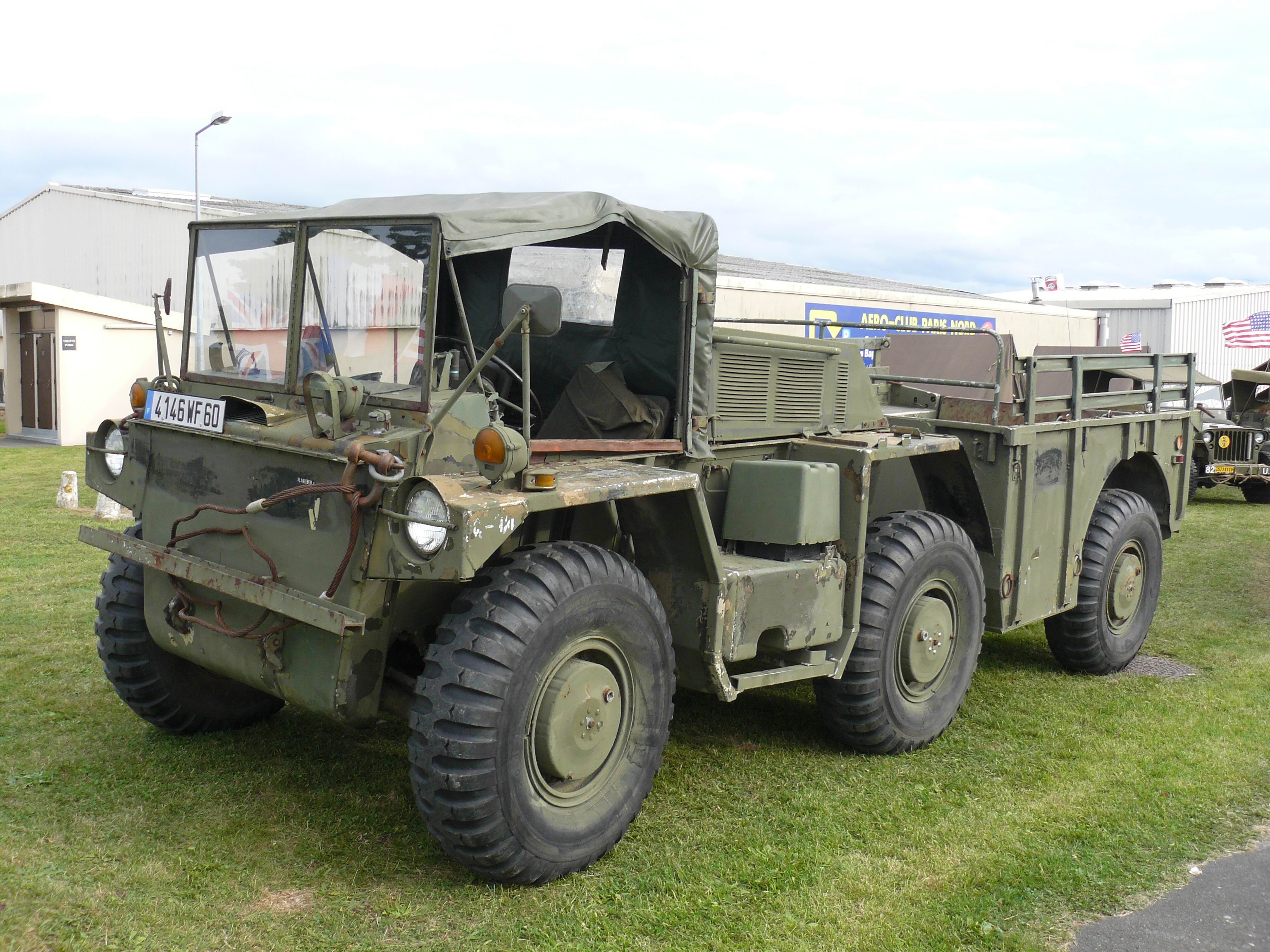
Gama Goat M561.

## Spécifications

### Caractéristiques générales
- Haute mobilité (6 × 6)
- Amphibie
- Matériel tactique US
- Construction aluminium

### Dimensions
- Longueur 226,6" = 5 756 mm
- Largeur 83,8" = 2 129 mm
- Hauteur 90,8" = 2 306 mm
- Hauteur réduite 65,0" = 1 651 mm
- Tread 72,0" = 1 829 mm
- Garde au sol 15,0" = 381 mm
- Pintle height 22,0" = 559 mm

### Articulation
- Angle de rotation (axe longitudinal) du pont central (2e essieu) par rapport à la caisse = ± 15°
- Angle de rotation (axe longitudinal) de la partie arrière par rapport à la partie avant = ± 30°
- Angle de rotation (axe transversal) de la partie arrière par rapport à la partie avant = ± 40°

- Angle d'approche (angle d'attaque)= 62°
- Angle de sortie = 45°
- Angle ventral (au sommet) =140°

- Marche franchissable = 18" = 457 mm

### Suspensions
- Avant :

Double triangles superposés.
Ressorts hélicoïdaux G/D.
Amortisseurs G/D.
- Centrale :

Demis essieux articulés sur le pont, lui-même pivotant par rapport à la caisse.
Lame de ressort transversale, fixée au centre sur le pont.
Amortisseurs G/D entre la roue et le pont.
Amortisseurs G/D entre la roue et la caisse.
- Arrière :

Double triangles superposés.
Ressorts hélicoïdaux G/D.
Amortisseurs G/D.

### Direction
- Type 	Mécanique (pas d'assistance)
- Boîtiers de direction avant (sur 1er essieu) et arrière (sur 3e essieu).
- Les boîtiers sont raccordés par des arbres de transmission à joints de cardans
- Le troisième essieu contrebraque simultanément par rapport au premier essieu, mais dans une moindre mesure.
- Démultiplication : 24:1
- Rayon de braquage : 29 feet (8,84 m)

### Variantes
- Communication
- Mortier
- Radar (artillerie)
- Transport de personnes
- Radar (Système FAAR)
- Ambulance (M792)